# Osiedle Bernadowo
Osiedle Bernadowo – osiedle Gdyni, administracyjnie stanowiące część dzielnicy Mały Kack. Położone jest przy granicy Trójmiejskiego Parku Krajobrazowego pomiędzy ulicami Sopocką i Wielkopolską. Dominującą strukturą osiedla jest nowa zabudowa jednorodzinna skoncentrowana na wzgórzach morenowych. Osiedle graniczy z Bernadowem, Małym Kackiem (właściwym) i Wielkim Kackiem. Głównymi ulicami osiedla są ulice „Wzgórze Bernadowo” i „Osiedle Bernadowo”.
Połączenie z innymi dzielnicami Gdyni i Sopotu umożliwiają autobusy komunikacji miejskiej (linie nr 177 i 181).
Obszar dzisiejszego osiedla został włączony w granice administracyjne Gdyni w 1953 roku.